# Carl Romanus
Carl Bernhard Romanus, född 22 november 1876 i Landskrona församling, Malmöhus län, död 15 december 1952 i Bromma församling, Stockholms stad, var en svensk advokat, författare och riksdagsman (socialdemokrat).
Romanus var ledamot av riksdagens första kammare från 1919, invald i Stockholms stads valkrets.
Han var gift med Gerda Kjellberg och far till Torsten Romanus.